# Carlton Television
Carlton Television va ser una franquícia de televisió que va formar part des de 1993 fins a 2002 de la xarxa Independent Television (ITV). Durant el temps que va funcionar com a concessionària, emetia des de les 9:25 del dilluns fins a les 17:15 del divendres per a l'àrea metropolitana de Londres, i compartia la freqüència els caps de setmana amb London Weekend Television. El seu propietari era el grup Carlton Communications.
La marca Carlton Television va desaparèixer el 25 d'octubre de 2002, quan el primer canal d'ITV va adoptar la imatge corporativa unificada ITV1. Dos anys després, Granada Television va acordar amb Carlton una fusió per absorció per crear la companyia ITV plc, propietària de 12 de les 15 franquícies que formen part d'ITV.

## Història

### Antecedents
La història de Carlton Television està subjecta a la d'Independent Television (ITV), la primera xarxa de televisió comercial del Regne Unit. A diferència d'altres canals privats, ITV estava dividida en regions i cada zona era administrada per empreses concessionàries que col·laboraven entre si. Des de la reforma de la Llei audiovisual de 1990, l'autoritat que atorgava les concessions regionals era l'Independent Television Commission (ITC), sota una sèrie de condicions. Per a la revisió de la llicència no bastava amb presentar el pressupost més alt, sinó que a més havia de complir-se una «clàusula de qualitat» sobre la base de la producció pròpia i els projectes de futur. En el cas de Londres, hi havia dues franquícies: una de dilluns a divendres (Thames Television) i una altra els caps de setmana (London Weekend Television, LWT).
La distribuïdora audiovisual Carlton Communications, propietat de Michael Green, duia temps interessada a controlar un canal de televisió. El 1984 va intentar fer-se amb la majoria de Thames Television, però l'acord va acabar bloquejat. Tres anys després, Carlton va adquirir el 20% de Central Television, responsable d'ITV a les Midlands, com a pas previ per optar a una de les dues freqüències de Londres. En la renovació de concessions de 1991 va presentar la seva proposta per als dilluns a divendres, fins llavors controlada per Thames. Com que ambdues complien la «clàusula de qualitat», l'ITC va atorgar la nova llicència a Carlton perquè la seva oferta, valorada en 43 milions de lliures, era més alta que la de Thames (33 milions).
A més de controlar la concessió setmanal de Londres a partir de 1993, Carlton tenia el 20% de GMTV (productora de la programació matinal) i el 19% d'Independent Television News (serveis informatius), la seva part corresponent com a membre d'ITV.

### Naixement de Carlton
Thames Television va sortir de l'aire el 31 de desembre de 1992 i, després d'un informatiu i el compte enrere d'Any Nou, Carlton Television va començar les seves emissions l'1 de gener de 1993 amb l'especial A Carlton New Year.
Carlton ja havia confirmat que no es quedaria cap actiu de Thames i en el seu lloc externalitzaria tots els serveis. La ficció s'encarregava a productores independents com Watchmaker, Talkback, Tiger Aspect i Hatrick. Per als informatius locals va establir una productora externa, London News Network, participada al 50% amb LWT. Fins i tot la seu des de la qual operava, The London Studios, s'havia llogat a LWT.
El nou canal va tenir uns començaments difícils, marcats per les crítiques i la inevitable comparació amb Thames. El maig de 1994, l'ITC va publicar un informe en el qual valorava negativament Carlton perquè les seves produccions eren «superficials» i «de baixa qualitat». Carlton va negar les acusacions a través d'un comunicat, en el qual assegurava: «en el primer any hem estrenat 43 sèries i 20 programes, amb bons índexs d'audiència i que han estat part important de la xarxa». Un altre fet polèmic va ser l'estrena del documental The Connection, en el qual s'explicaven les rutes del narcotràfic des de Colòmbia fins al Regne Unit. El documental va resultar un gran èxit i va arribar a vendre's a catorze països. No obstant això, el 1998 es va descobrir que la informació era falsa, fins i tot amb actors que es feien passar per narcotraficants. L'ITC va sancionar Carlton amb una multa de dos milions de lliures.
Malgrat això, Carlton va rebre el 1994 el seu primer premi de la Royal Television Society pel programa Good Sex Guide, i les apostes d'entreteniment o informatius regionals van tenir bon acolliment. Si bé la programació va anar millorant amb el pas dels anys, la situació es va encarrilar el 1998 amb la contractació com a cap de programació de Steve Hewlett, procedent de Channel 4 i antic editor de Panorama de la BBC. Hewlett va romandre a Carlton fins a la fusió de 2004.

### Fusions i creació d'ITV plc
La Llei audiovisual de 1990 permetia que una franquícia d'ITV pogués prendre el control d'una o diverses franquícies de la xarxa. El gener de 1994 Carlton va prendre el control total de Central Television per 750 milions de lliures, i el 1996 va fer el mateix amb Westcountry Television, senyal del sud-oest d'Anglaterra. Ambdues van ser reanomenades per Carlton Television el setembre de 1999 amb el permís de l'ITC. A més, el canal es va fer amb la biblioteca d'ITC Entertainment, responsable de clàssics com Thunderbirds i The Saint. L'objectiu final d'aquestes operacions era controlar el mercat publicitari i guanyar força dins d'ITV, quelcom que també estaven fent Granada Television (senyal del nord-oest d'Anglaterra), Scottish Media Group (Escòcia) i el grup United News and Media. En acabar-se l'any 2001, Carlton i Granada controlaven 12 de les 15 franquícies regionals d'ITV i participaven en la plataforma de televisió digital terrestre ONdigital (ITV Digital).
La marca Carlton Television, així com la de tots els canals controlats per Carlton i Granada, va desaparèixer el 25 d'octubre de 2002 per donar pas a la marca única «ITV1».
La nova Llei audiovisual de 2003 introduïa dos importants canvis: la creació de l'Office of Communications (Ofcom) com a únic regulador audiovisual, i l'eliminació de restriccions sobre la propietat de franquícies d'ITV. Encara que Carlton i Granada portaven negociant la fusió des de 2002, no va poder ser aprovada per la Ofcom fins a 2004. La companyia resultant, ITV plc, era en realitat una fusió per absorció on Granada obtenia dos terços de les accions. Carlton va formalitzar la seva desaparició el 2 de febrer de 2004, i a nivell operacional (encara que no legal) les dues concessions londinenques van ser unides per crear ITV London.
Les úniques regions que ITV plc no controla són Escòcia (STV, dues concessions) i Irlanda del Nord (UTV, una concessió).

## Canals temàtics
Entre 1996 i 2003, Carlton va controlar cinc canals temàtics que es van emetre en televisió per cable i per la plataforma ONdigital. No obstant això, tres d'ells van tancar el 2000 i la resta ho van fer el 2003, al que cal sumar el cessament d'emissions d'ITV Digital amb pèrdues superiors als mil milions de lliures. La programació es nodria de la biblioteca de sèries i pel·lícules que Carlton havia adquirit al llarg de la dècada de 1990.
- Carlton Cinema (1998-2003), especialitzat en pel·lícules de tots els gèneres. Va ser l'últim canal a tancar, el 31 de març de 2003.
- Carlton Select (1998-2003), canal d'entreteniment, concursos i sèries. Durant els seus tres primers anys compartia freqüència amb Carlton Food.
- Carlton Food (1998-2001), canal de cuina. El 2001 va ser reeanomenat Taste CFN, però va cessar emissions al cap de poc temps.
- Carlton Kids (1998-2000), senyal infantil i juvenil amb programes importats i producció pròpia. Compartia freqüència amb Carlton World.
- Carlton World (1998-2000), canal d'entreteniment amb totes les coproduccions en les quals participava Carlton.
- ITV Sports Channel (2001-2002), canal conjunt amb Granada Television per a la retransmissió d'esdeveniments esportius.